# Ustiurtplatån
Ustiurtplatån (med flera alternativa stavningar; kazakiska: Üstirt; turkmeniska: Üstyurt) är en omkring 200 000 km² stor ökenplatå i Centralasien. Den åtskiljer Kaspiska havet i väster från Turanlåglandet med resterna av Aralsjön i öster. Politiskt ligger platån i gränslandet mellan Kazakstan, Uzbekistan och Turkmenistan. 

Berggrunden består av kalksten. Området har ökenvegetation, men även stäppvegetation. Ett stort antal små saltsjöar finns på platån. Som högst är platån 365 meter över havet (i sydväst).
På Ustiurtplatån finns cirka 300 arter av ryggradsdjur, däribland 30 reptiler och groddjur, 45 däggdjur och 50 häckande fåglar.